# Aeroportul Penneshaw
Aeroportul Penneshaw (IATA: PEA, ICAO: YPSH) este un aeroport din Australia de Sud, Australia.
Situat la o altitudine de 148 m, aeroportul dispune de o singură pistă.